# ARPCT
Die im Februar 2006 gegründete ARPCT (Alliance for the Restoration of Peace and Counter-Terrorism, „Allianz für die Wiederherstellung des Friedens und gegen den Terrorismus“) war eine Vereinigung wichtiger Clanführer und Warlords der Region in und um die somalische Hauptstadt Mogadischu. Ihr Hauptziel war der Kampf gegen die Union islamischer Gerichte.
Das Nachbarland Äthiopien war möglicherweise an der Gründung der ARPCT beteiligt. Die Allianz erhielt gegen den Willen der somalischen Übergangsregierung und unter Bruch des UNO-Waffenembargos wesentliche Unterstützung von den USA, um dem wachsenden Einfluss der Union islamischer Gerichte – einer Vereinigung von islamischen Gerichten, die lokal das Scharia-Recht durchsetzen und von der manche Vertreter der Kooperation mit al-Qaida verdächtigt werden – zu begegnen. So sollen Hunderttausende US-Dollar von der CIA an die ARPCT geflossen sein. Diese Unterstützung für die weitgehend unbeliebten Warlords der ARPCT vergrößerte jedoch die Zustimmung für die Union islamischer Gerichte in der Bevölkerung eher noch.
Der Angriff der ARPCT auf die Union löste im Mai 2006 die schwersten Kämpfe im somalischen Bürgerkrieg der letzten zehn Jahre aus, in deren Ergebnis die ARPCT ihre Gebiete in Mogadischu verlor. Am 10. Juli 2006 erklärte die Union, dass sich der letzte ARPCT-Clanchef Abdi Hasan Awale Qeybdiid zusammen mit Hunderten seiner Anhänger ergeben habe, Danach beherrschte die Union bis Dezember 2006 Mogadischu und weite Landesteile, ehe sie durch eine Militäroffensive Äthiopiens und der Übergangsregierung Somalias wieder zurückgedrängt wurde.